# Mayumi Kaji
Mayumi Kaji (加治 真弓 Kaji Mayumi?,  nacido el 28 de junio de 1964) es una exfutbolista japonesa que jugaba como defensa.
Kaji jugó 48 veces para la selección femenina de fútbol de Japón entre 1981 y 1991. Kaji fue elegida para integrar la selección nacional de Japón para los Copa Mundial Femenina de Fútbol de 1991.

## Trayectoria

### Clubes
| Club               | País  | Año  |
| ------------------ | ----- | ---- |
| Tasaki Kobe Ladies | Japón | ???? |

### Selección nacional
| Selección | País  | Año         |
| --------- | ----- | ----------- |
| Absoluta  | Japón | 1981 - 1991 |

## Estadística de equipo nacional
| Selección femenina de fútbol de Japón | Selección femenina de fútbol de Japón | Selección femenina de fútbol de Japón |
| Año                                   | Partidos                              | Goles                                 |
| ------------------------------------- | ------------------------------------- | ------------------------------------- |
| 1981                                  | 1                                     | 0                                     |
| 1982                                  | 0                                     | 0                                     |
| 1983                                  | 0                                     | 0                                     |
| 1984                                  | 0                                     | 0                                     |
| 1985                                  | 0                                     | 0                                     |
| 1986                                  | 12                                    | 0                                     |
| 1987                                  | 4                                     | 0                                     |
| 1988                                  | 3                                     | 0                                     |
| 1989                                  | 9                                     | 0                                     |
| 1990                                  | 7                                     | 0                                     |
| 1991                                  | 12                                    | 0                                     |
| Total                                 | 48                                    | 0                                     |